# 阿特卡島
阿特卡島（英語：Atka Island）是美國的島嶼，屬於安德烈亞諾夫群島的一部分，由阿拉斯加州負責管轄，長105公里、寬32公里，面積1,048平方公里，是該國第22大島嶼，最高點海拔高度1,533米，2000年人口95。
52°08′17″N 174°26′43″W / 52.13806°N 174.44528°W
1. ↑  Bergsland, K. . Fairbanks: Alaska Native Language Center. 1994.